# Michael J. Cox
Pour les articles homonymes, voir Cox.
Michael J. Cox, de son vrai nom Troy Edward Ballou, né le 14 septembre 1969, est un acteur de films pornographiques américain.
Son nom de scène est un jeu de mots avec le nom de l'acteur Michael J. Fox.

## Biographie
Michael J. Cox est apparu dans plus de 600 films entre 1993 et 2005 et en a réalisé 3, ce qui lui a valu 4 AVN Awards.

## Récompenses
- 1999 : AVN Award Meilleur acteur dans un second rôle - Vidéo (Best Supporting Actor - Video) pour L.A. Uncovered
- 1999 : AVN Award Meilleur acteur dans un second rôle - Film (Best Supporting Actor - Film) pour Models
- 2000 : AVN Award Meilleur acteur dans un second rôle - Film (Best Supporting Actor - Film) pour Seven Deadly Sins
- 2000 : AVN Award Meilleur scène de sexe en groupe - Film (Best Group Sex Scene - Film) pour Nothing To Hide 3 & 4 (avec Wendi Knight, Brandon Iron et Pat Myne)

## Filmographie sélective
- New Wave Hookers 6 (2000)
- L.A. Unforgiven (2000)
- Raw (2000)
- Candy Stripers 5: The New Generation (1999)
- The Devil in Miss Jones 6 (1999)
- L.A. Uncovered (1998)